# Maria Ulfah Santoso
Maria Ulfah Santoso (née le 18 août 1911 et morte le 15 avril 1988) est une femme politique indonésienne. Elle a été ministre des Affaires sociales de 1946 à 1947. Elle fut la première femme ministre du pays.
Fille d'un homme politique, elle s'intéresse aux droits des femmes après avoir assisté à de nombreuses injustices durant son enfance. Pressée par sa famille pour devenir docteure, elle obtient un master en droit à l'université de Leyde en 1933 ; aux Pays-Bas, la métropole coloniale, elle décide s'impliquer en faveur du nationalisme indonésien. De retour aux Indes orientales néerlandaises, elle devient professeure et travaille sur la réforme du mariage dans le pays. L'Indonésie déclare son indépendance en 1945. Maria Ulfah Santoso devient finalement ministre des Affaires sociales le 12 mars 1946, poste qu'elle occupe jusqu'au 26 juin 1947.

## Biographie

### Jeunesse et activisme
Née le 18 août 1911 dans la famille Djajadiningrat à Serang, dans la province de Banten aux Indes orientales néerlandaises, Maria Ulfah Santoso est la fille de R.A.A. Mohammad Achmad et de sa femme R.A. Hadidjah Djajadiningrat. Elle est la plus jeune des trois enfants du couple. Elle passe son enfance à Kuningan, où son père sert en tant que régent. Un jour, une tante malade vient leur demander de l'aide. Peu après avoir reçu une lettre de son mari, sa tante retourne chez elle et meurt peu après. Maria Ulfah Santoso expliquera plus tard que cet incident[pas clair] l'a inspirée pour se battre en faveur des droits des femmes.
Alors qu'elle est toujours à l'école primaire, son père l'envoie à Batavia (aujourd'hui Jakarta) pour vivre au sein d'une famille néerlandaise. Elle étudie à la Willemslaan Elementary School puis au Koning Willem III Middle School,. À cette époque, elle observe comment les femmes sont dévastées lorsque leurs époux prennent une seconde femme ou divorcent sans leur donner de raison. Bien que son père souhaite la voir devenir médecin, Maria Ulfah Santoso insiste pour faire des études de droit.
En 1929, elle part pour La Hague (Pays-Bas) avec son père afin de poursuivre ses études et s’inscrit à l'université de Leyde, d'où elle sort diplômée en 1933 avec un master of Laws ; elle devient ainsi la première femme indonésienne à obtenir un diplôme en droit. Pendant ses études, elle s'investit dans le nationalisme indonésien et rencontre ses chefs, dont Mohammad Hatta et Sutan Sjahrir.
En 1934, Maria Ulfah Santoso retourne à Batavia et prend un travail de professeure pour l'organisation Muhammadiyah ; pour cela, elle refuse une place dans le gouvernement colonial. Pendant ses années d'enseignante, elle continue son activité nationaliste, aidant Adam Malik à établir l'agence de presse Antara. En février 1938, elle épouse R. Santoso Wirofihardjo. La même année, elle dirige un congrès sur la réforme du mariage, pour qu'il protège mieux les droits des femmes ; la réforme est finalement adoptée en 1941. Elle travaille également pour l'alphabétisation des femmes à travers des groupes de couture ; les femmes qui viennent étudier la couture sont invitées à apprendre à lire et découvrent leurs droits concernant le mariage et l'éducation des enfants.

### Carrière politique

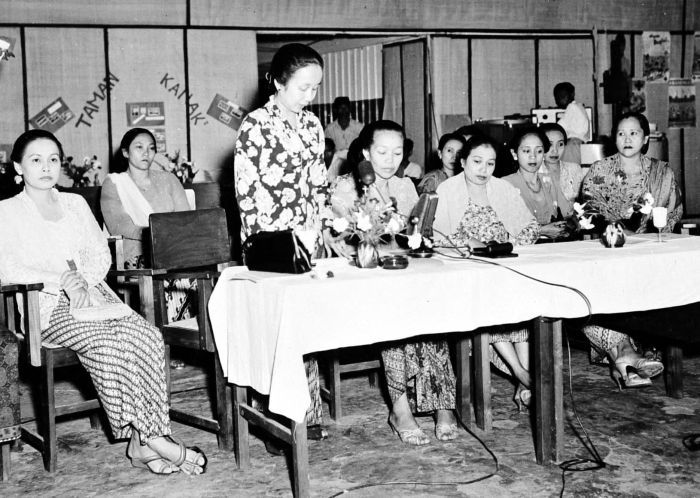
Maria Ulfah Santoso lors d'un discours au National Women's Congress en 1950.

Après l'Occupation japonaise des Indes néerlandaises en 1942, Maria Ulfah Santoso quitte son travail de professeure et devient assistante de Soepomo (en), futur ministre de la Justice d'Indonésie. En 1945, après le départ des Japonais de l'archipel et la proclamation de l'indépendance de l'Indonésie, elle devient membre du Comité de préparation pour l'indépendance. Le 12 mars 1946, elle devient la première femme nommée à un ministère en devenant ministre des Affaires sociales dans le second cabinet de Sutan Sjahrir. De par sa position, elle travaille au retour des personnes internées dans les camps japonais. Lors de la formation du troisième cabinet, elle garde son poste mais le perd lorsque celui-ci est dissous le 26 juin 1947. Elle devient alors directrice du secrétariat du Premier ministre Amir Sjarifuddin. Durant l'Operatie Kraai sur la ville de Yogyakarta, le 19 décembre 1948, son mari est tué à l'extérieur de Maguwo.
En 1949, Maria Ulfah Santoso devient membre du comité chargé de préparer une loi sur le mariage « qui doit suivre les idées modernes ». Pendant les années 1950, elle s'occupe de nombreux dossiers sociaux. De 1950 à 1961, elle est directrice du bureau cinématographique de censure d'Indonésie ainsi que directrice du National Women's Congress.
Elle se remarie le 10 janvier 1964 avec un membre important du Parti socialiste indonésien, Soedabio Sastrosatomo. Elle continue ses activités politiques, revenant au gouvernement comme secrétaire d'État de 1962 à 1967 puis siégeant au State Advisory Council de 1967 à 1972. Avec Sastrosatomo, elle adopte un enfant.
Pendant ses dernières années, le couple vit de ses retraites à Jakarta. Elle meurt dans la nuit du 15 avril 1988, après près d'un mois passé à l'hôpital. Elle est enterrée au cimetière des héros de Kalibata (en).